# Zosimos van Panopolis

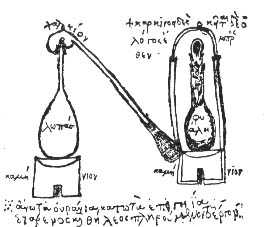
Schets van een destillatieopstelling van Zosimos uit een 15de-eeuwse manuscript

Zosimos van Panopolis (Oudgrieks: Ζώσιμος από την Πανόπολη) (ca. 350 - ca. 420) was een Griekse alchemist uit het Zuid-Egyptische Panopolis (Achmim). Hij stelde een alchemistische encyclopedie samen van 28 delen, een voor elke letter van het Griekse alfabet (24 traditionele letters, vier nieuwe). Daarvan zijn fragmenten bewaard gebleven, die een belangrijke bron zijn van informatie over klassieke alchemie.  
Zosimos vertoont in zijn geschriften hermetische en gnostische invloed, gebruikt allegorieën en schuilnamen voor alchemistische zaken die in gebruik bleven. Hij definieerde de alchemie als het onderzoek naar de samenstelling van vloeistoffen, beweging, groei, belichaming en ontlichaming, het onttrekken van energie aan lichamen en het opslaan van energie binnen lichamen. Dit zou een van de eerste definities zijn voor de toenmalige alchemie. Er worden experimenten beschreven waarbij verschillende afzonderlijke stadia van een chemisch proces zijn betrokken. Ook processen als destillatie, filtratie en oplossen worden herkenbaar beschreven. Zosimos schijnt begrepen te hebben dat een chemische verandering in gang gezet kan worden door de aanwezigheid van een katalysator, die hij een 'tinctuur' noemt. Sommige van de door Zosimus beschreven procedures gaan over 'de genezing van een ziek metaal' door het in goud om te zetten (chrysopoeia), een hoofdthema in de latere alchemie.